# 2020 en géologie
Cet article présente les faits marquants de l'année 2020 en géologie.

## Prix
- Médailles de la Geological Society of London
  - Médaille Lyell : Rachel Wood
  - Médaille Murchison : Katharine Cashman
  - Médaille Wollaston : Barbara Romanowicz

## Décès
- 31 mars : Adolphe Nicolas (né en 1936, géologue français, spécialiste de la pétrophysique et de la tectonique.